# Callipodium rubens
Callipodium rubens is een zachte koraalsoort uit de familie Anthothelidae. De koraalsoort komt uit het geslacht Callipodium. Callipodium rubens werd in 1872 voor het eerst wetenschappelijk beschreven door Verrill. 